# Попов Геннадій Якович
Попов Геннадій Якович (народ. 6 жовтня 1932, с. Челкар, Карагандинська обл., Казахстан) — механік, інженер; доктор фізико-математичних наук, професор. Академік Академії наук вищої школи України. Премія «За лучшие статьи года» (2002), Державна премія України в галузі науки і техніки (2009), звання «Соросівський професор» (1994-1996).

## Біографія
Народився 6 жовтня 1932 р. у с. Челкар Карагандинської обл. (Казахстан). Середню освіту отримав в Караганді (1939-1949). Закінчив Одеський інженерно-будівельний інститут за спеціальністю «інженер-гідролог по будуванню річкових гідротехнічних споруд та гідроелектростанцій» (1954).
У 1954-1957 рр. навчався в аспірантурі при Будівельному інституті (науковий керівник член-кореспондент АН УРСР, професор М. Г. Крейн).
У травні 1958 р. Г. Я. Попов захистив кандидатську дисертацію «Точное решение некоторых задач об изгибе плит на упругом полупространстве» (опоненти професор М. Д. Хаскінд та доцент В. І. Реут).
З серпня 1958 до серпня 1961 рр. працював у Новосибірському інженерно-будівельному інституті на кафедрі будівельної механіки спочатку асистентом, потім доцентом.
З вересня 1961 по липень 1964 рр. Г. Я. Попов — доцент кафедри опору матеріалів Одеського інженерно-будівельного інституту.
Докторську дисертацію «Решение контактных задач теории упругости методом интегральных уравнений» захистив в Інституті механіки АН СРСР у червні 1963 р. (опоненти: член-кореспондент АН СРСР, професор Л. А. Галін, професори Д. І. Шерман, Б. Г. Коренєв).
З вересня 1967 по листопад 1971 рр. Г. Я. Попов займав посади завідувача кафедр опору матеріалів, вищої математики, потім будівельної та математичної фізики Будівельного інституту.
З 1971 р. працює в Одеському національному університеті імені І. І. Мечникова професором, а з 1972 до 2013 рр. — завідувачем кафедри методів математичної фізики.

## Наукова діяльність
Геннадій Якович Попов належить до наукової школи, започаткованої членом-кореспондентом АН України, професором М. Г. Крейном.

### Основні напрямки наукової діяльності Попова Г. Я
- Контактні задачі теорії пружності
- Теорія лінейнодеформіруемих підстав
- Метод ортогональних многочленів
- Інтегральні перетворення (Методи їх виведення і застосування до крайових задачах)
- Методи, засновані на залученні крайових задач аналітичних функцій
- Методи, засновані на залученні рішень з неінтегріруемих особливостями
- Метод розривних рішень
- Динамічні задачі
- Використання нових перетворень рівнянь руху до крайових задач
- Шаруваті середовища

Внесок Г. Я. Попова у механіку деформованого твердого тіла визначається тим, що він першим залучив математичний апарат Вінера — Гопфа (метод факторизації) до розв'язання контактних задач теорії пружності, завдяки чому ним вперше отримане точне розв'язання задачі про контакт півнескінченої пластини з пружним півпростором та більш складної задачі про контакт двох різних півнескінчених пластин з пружним півпростором. Г. Я. Попов разом зі своїм учнем М. Г. Мойсеєвим вперше отримав точне розв'язання ще більш складної задачі, коли частина зчеплена з півпростором за допомогою того ж математичного апарату, який він же узагальнив (матрична факторизація). 
Вирішальний вклад Г. Я. Поповим внесений до розвитку методаортогональних многочленів, що широко використовується при розв язанні інтегральних та інтегро-диференціальних рівнянь контактних задач. 
Заклав основи нового напрямку в механіці деформованого тіла. Розробив новий підхід до розв'язання просторових задач про концентрацію напружень біля тріщин. Розвинув узагальнений метод інтегральних перетворень для розв'язання задач механіки про концент рацію напружень біля дефектів. Цей метод разом із розвинутою ним теорією одновимірних крайових задач для звичайних диференціальних рівнянь склали фоснову розробленого ним методу побудови розривних розв'язань рівнянь теорії пружності. Вперше почав систематично досліджувати задачі про концентрацію напружень біля дефектів загальної природи, якими є відшаровані тонкі включення. Був розроблений метод побудови інтегральних перетворень. На основі цього методу отримані як уже відомі інтегральні перетворення, так і нові.
Бере участь у редакційних колегіях та постійно рецензує наукові статті у таких центральних журналах як «Механика твердого тела», «Прикладная математика и механика», «Прикладная механика». Автор двох монографій, більше ніж 250 публікацій у вигляді наукових статей (в основному у провідних виданнях).
Підготував 12 докторів наук та понад 40 кандидатів наук. 
За цикл статей, пов'язаних з одержанням точного розв'язання задач для пружного конуса, у журналі «Прикладная механика» отримав премію «За лучшие статьи года» (2002). Академік Академії наук вищої школи України, член національних комітетів з теоретичної та прикладної механіки України та Росії, іноземний член Російської академії архітектури та будівельних наук. Отримав звання «Соросівський професор» (1994–1996). У 2009 р. отримав Державну премію України в галузі науки і техніки за цикл робіт «Сучасні проблеми механіки руйнування».

## Праці
- Изгиб полубесконечной плиты, лежащей на линейно-деформируемом основании / Г. Я. Попов // Прикл. математика и механика. — 1961. — Т. 25, вып. 2. — С. 342—355.
- О методе ортого-нальних многочленов в контактних задачах теории упругости / Г. Я. Попов // Прикл. математика и механика. — 1969. — Т. 33, вып. 3. — С. 518—531.
- К решению задач теории упругости методом факторизации/ Г. Я. Попов // Прикл. математика и механика. — 1974. — Т. 38, вып. 1. — С. 178—183.
- Точное решение плоских задач о контакте полубесконечных балок с упругим клином / Г. Я. Попов // Прикл. математика и механика. — 1975. — Т. 39, № 6. — С. 1099—1109.
- Развитие теории контактных задач в СССР / Попов Г. Я. и др. ; под ред. Галина Л. А. — М. : Наука, 1976. — 492 с.
- Точное решение задач о колебаниях защемленной по контуру пластинки / Г. Я. Попов // Докл. Акад. наук СССР. — 1977. — Т. 233, № 5. — С. 835—838.
- Об одном способе решения задач механики для областей с разрезами или тонкими включениями / Г. Я. Попов // Прикл. математика и механика. — 1978. — Т. 42, вып. 1. — С. 143—156.
- Разрывные решения одномерных краевых задач и функций Грина / Г. Я. Попов // Вычисл. и прикл. математика — К., 1982. — Вып. 46.
- Контактные задачи для линейнодеформируемого основания / Г. Я. Попов. — К. ; Одесса: Вища шк., 1982. — 167 с.
- Концентрация упругих напряжений возле штампов, разрывов, тонких включений и подкреплений / Г. Я. Попов. — М. : Наука, 1982. — 343 с.
- Точное решение задачи о полностью сцепленной с упругим полупространством полубесконечной пластины / Г. Я. Попов // Изв. АН СССР. Сер. Механика тверд. тела. — 1990. — № 6. — С. 112—113.
- Неосесимметричная задача о концентрации напряжений в неограниченной упругой среде возле сферического разреза / Г. Я. Попов // Прикл. математика и механика. — 1992. — Т. 56, вып. 5. — С. 770—779.
- О дифракции упругих волн на сферических дефектах / Г. Я. Попов // Прикл. математика и механика. — 1996. — Т. 60, вып. 5. — С. 835—847.
- Задачи о концентрации напряжений возле конического дефекта / Г. Я. Попов // Прикл. математика и механика. — 1997. — Т. 61, № 3. — С. 510—519.
- Об одном спектральном соотношении для многочленов Чебышева-Лагерра и его приложении к динамическим задачам механики разрушения / Г. Я. Попов // Прикл. математика и механика. — 1999. — Т. 63, № 1. — С. 71-80.
- Осесимметричная сметанная задача теории упругости для усеченного кругового полого конуса / Г. Я. Попов // Прикл. математика и механика. — 2000. — Т. 64, № 3. — С. 431—443.
- Задача о напряженном состоянии упругого конуса, ослабленного трещинами / Г. Я. Попов // Прикл. математика и механика. — 2000. — Т. 64, № 2. — С. 337—348.
- Точные решения некоторых смешанных задач несвязанной термоупругости для конечного кругового полого цилиндра с вырезом вдоль образующей / Г. Я. Попов // Прикл. математика и механика. — 2002. — Т. 66, № 3. — С. 694—704.
- Новые интегральные преобразования с применением к некоторым краевым задачам математической физики / Г. Я. Попов // Укр. мат. журн. — 2002. — Т. 54, № 12. — С. 1642—1652.
- О новых преобразованиях разрешающих уравнений теории упругости й новых интегральных преобразованиях и их применении к краевым задачам механики / Г. Я. Попов // Прикл. механика. — 2003. — Т. 39, № 12. — С. 46-73.
- Точное решение смешанной задачи теории упругости для четвертьпространства / Г. Я. Попов // Механика твердого пространства. — 2003. — № 6. — С. 31-40.